# Martin Mendgen

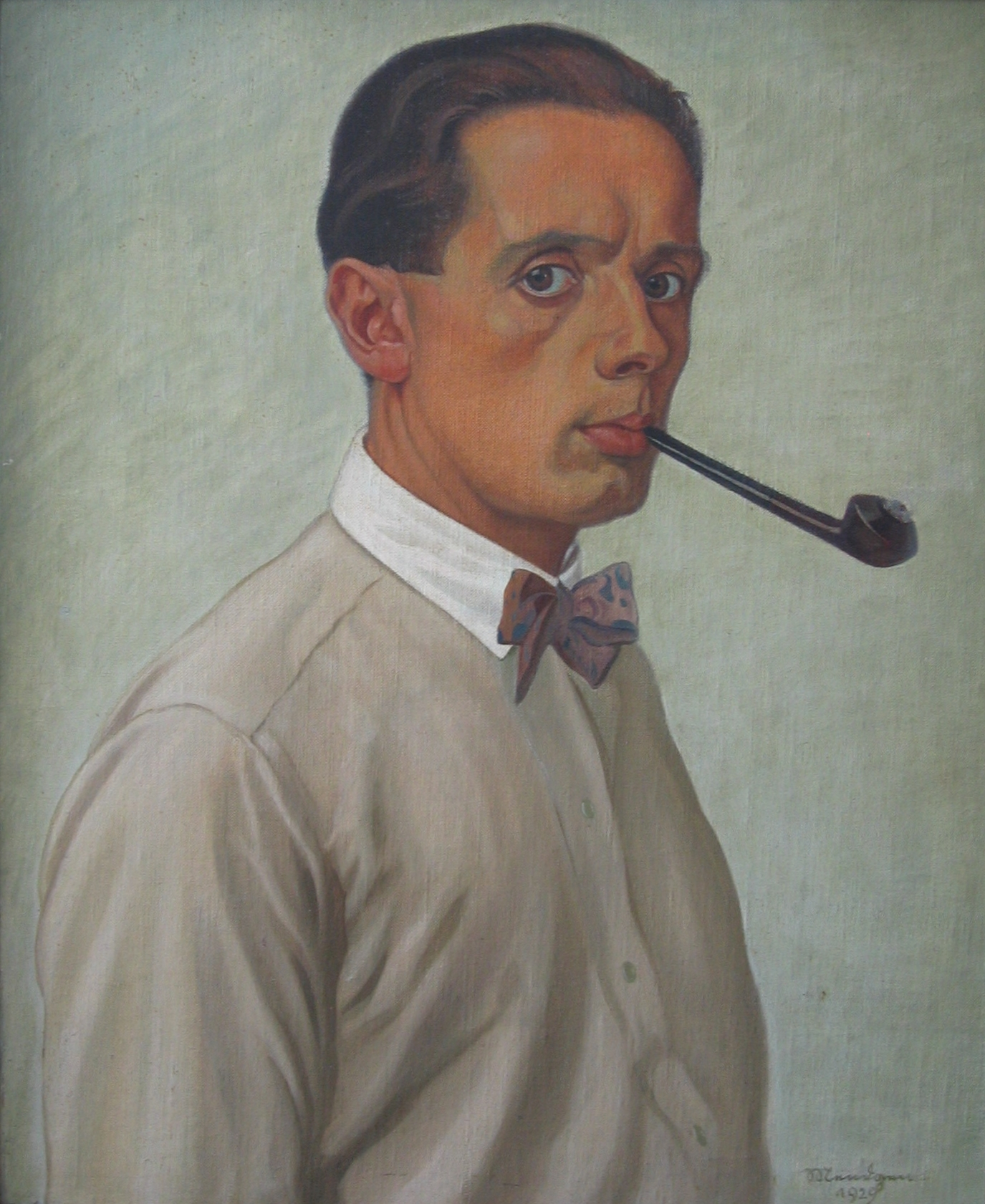
Martin Mendgen: Selbstporträt, 1929, Öl auf Leinwand, 66,2 × 54,4 cm, Stadtmuseum Simeonstift Trier, Inv. Nr. III 1472.

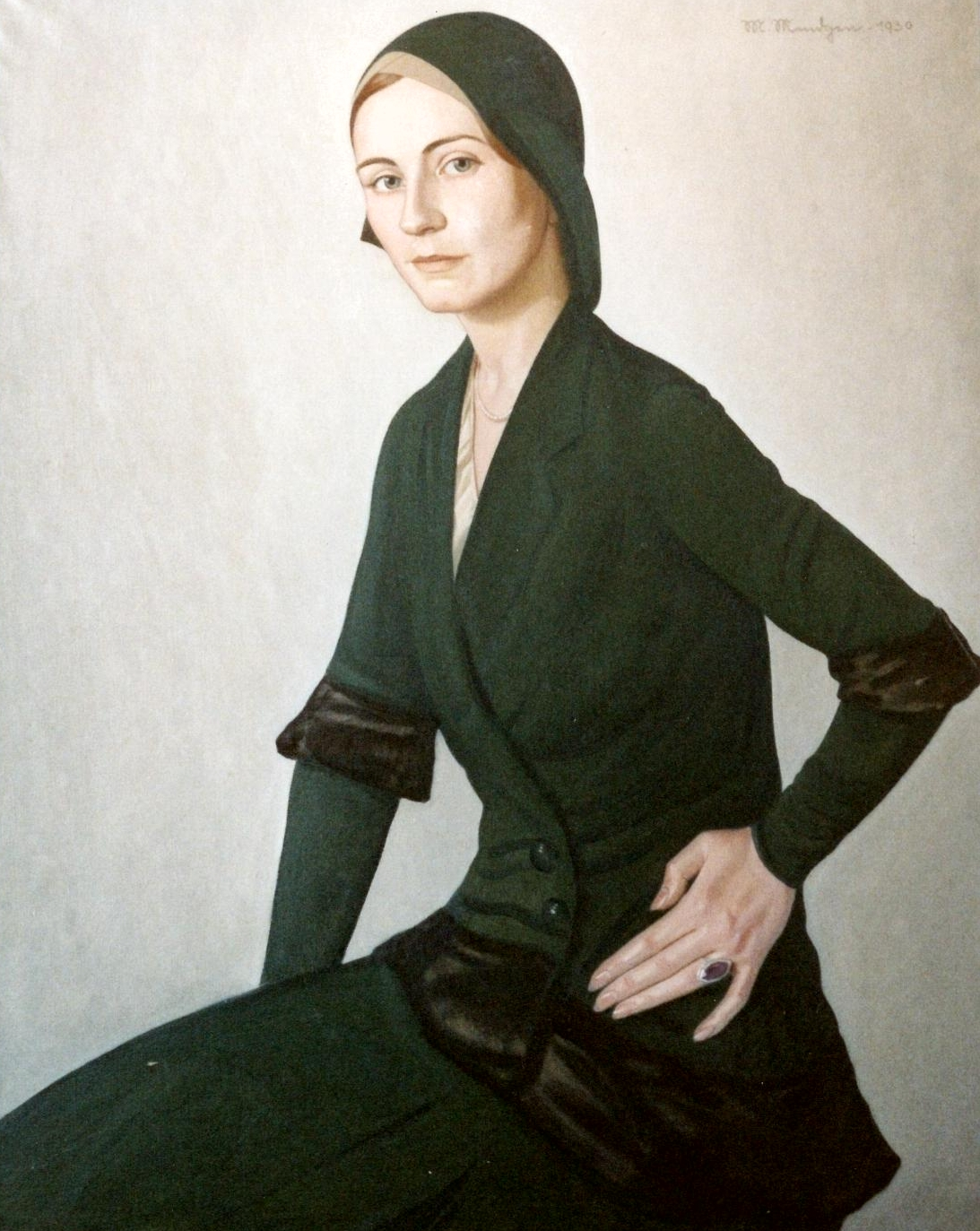
Martin Mendgen: „Miß G. F. (Chicago)“, 1930, Öl auf Leinwand, 100 × 80,5 cm, Stadtmuseum Simeonstift Trier, Inv. Nr. III 1478.

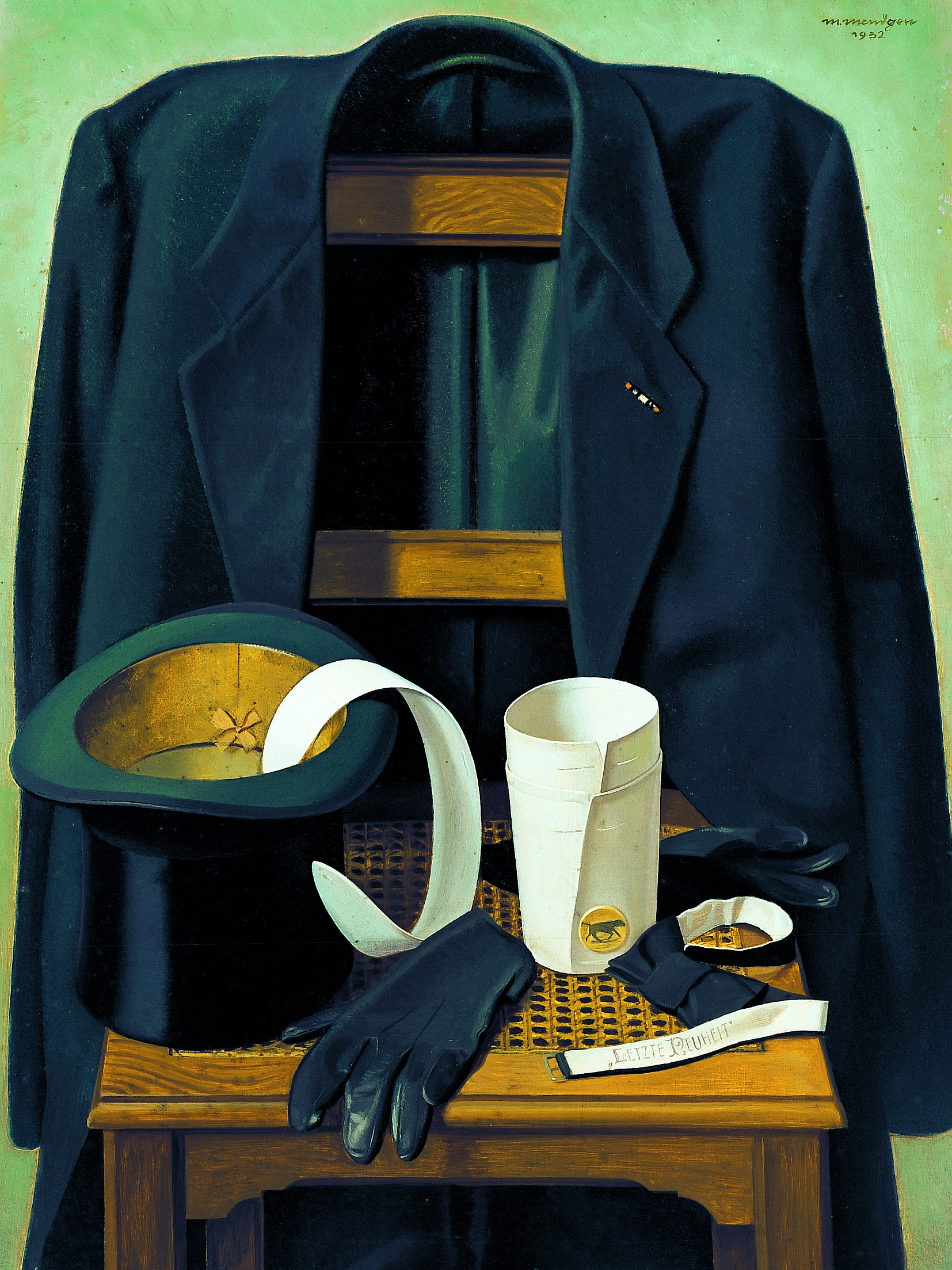
Martin Mendgen: Stillleben mit Herrenkleidung, 1932, Öl auf Sperrholz, 82,5 × 63 cm, Stadtmuseum Simeonstift Trier, Inv. Nr. III 1470.

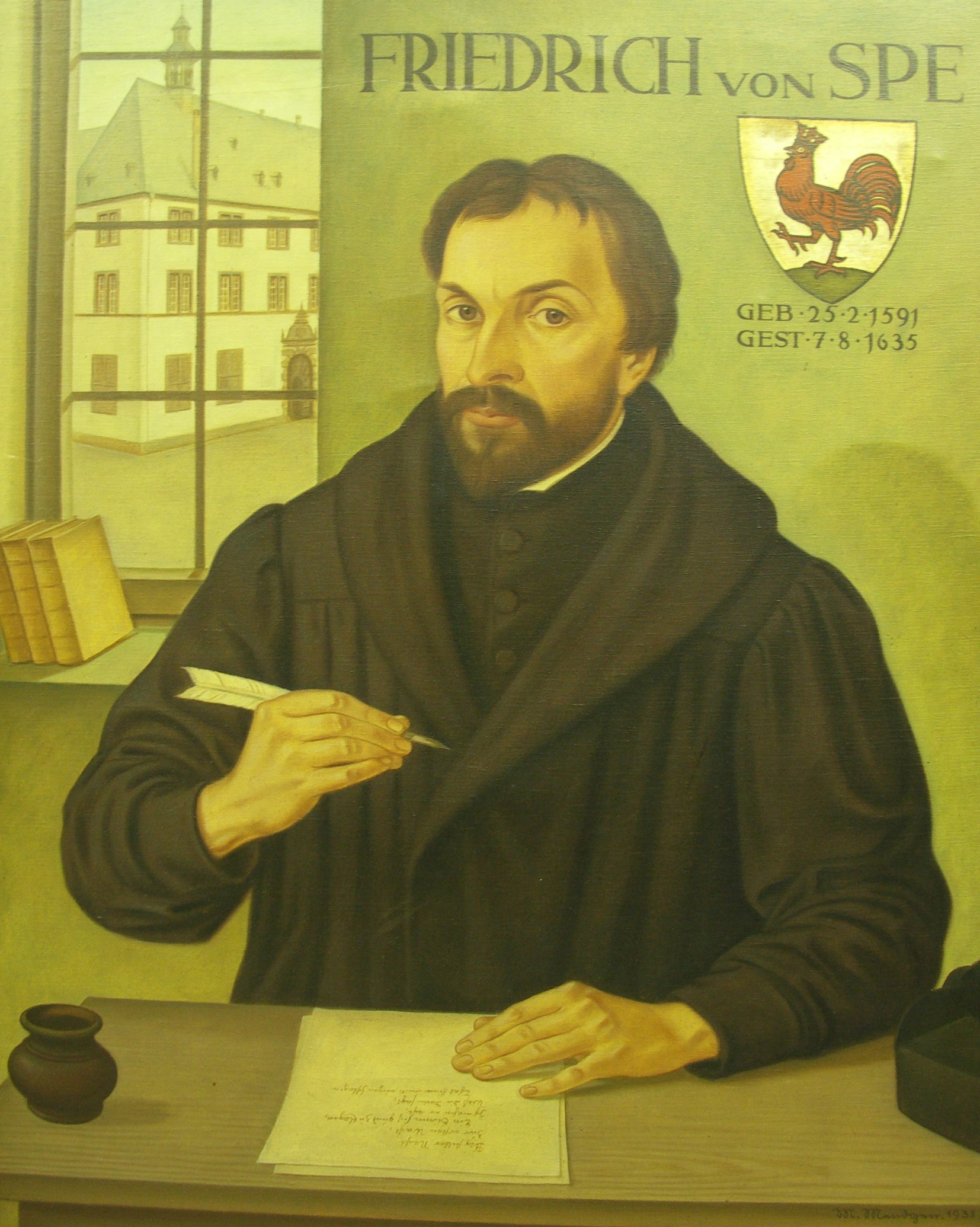
Martin Mendgen: Porträt Friedrich Spee, 1938, Öl auf Leinwand, 130 × 90 cm, Stadtmuseum Simeonstift Trier, Inv. Nr. III 1298.

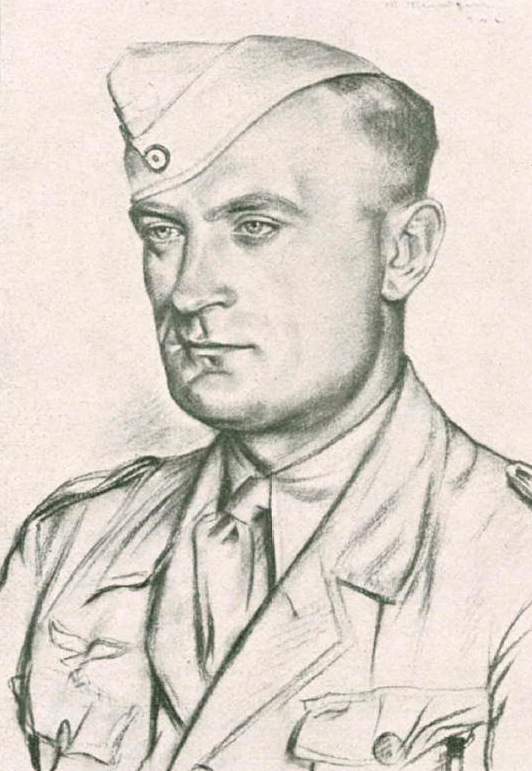
Martin Mendgen: Afrikakämpfer, Zeichnung 1942. Presse-Illustration in: Moselland, Kulturpolitische Blätter, Luxemburg, Ausgabe Januar – März 1943.

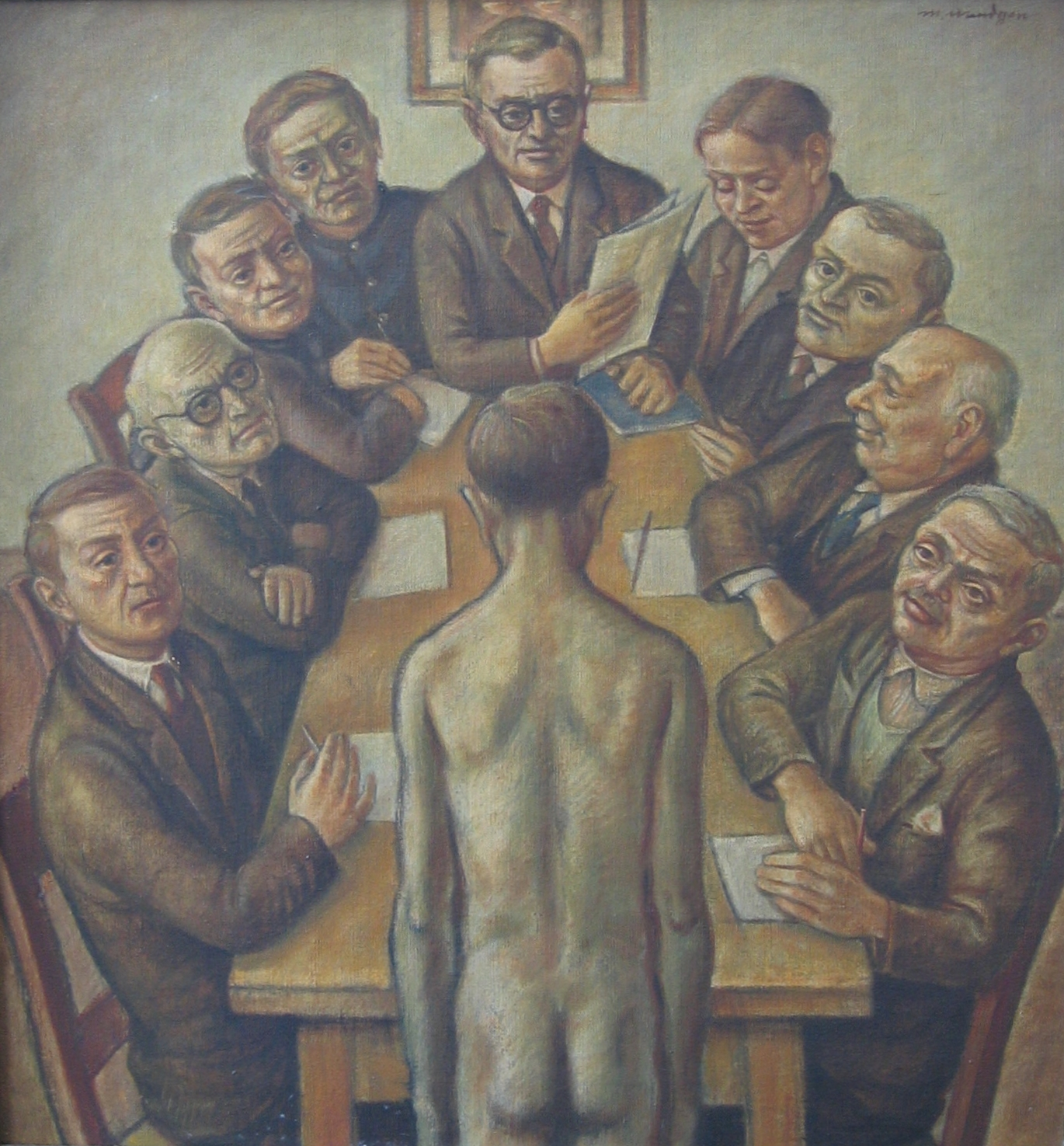
Martin Mendgen: Das Verhör, undatiert (um 1946–50), Öl auf Hartfaserplatte, 54,5 × 51 cm, Stadtmuseum Simeonstift Trier, Inv. Nr. III 1474.

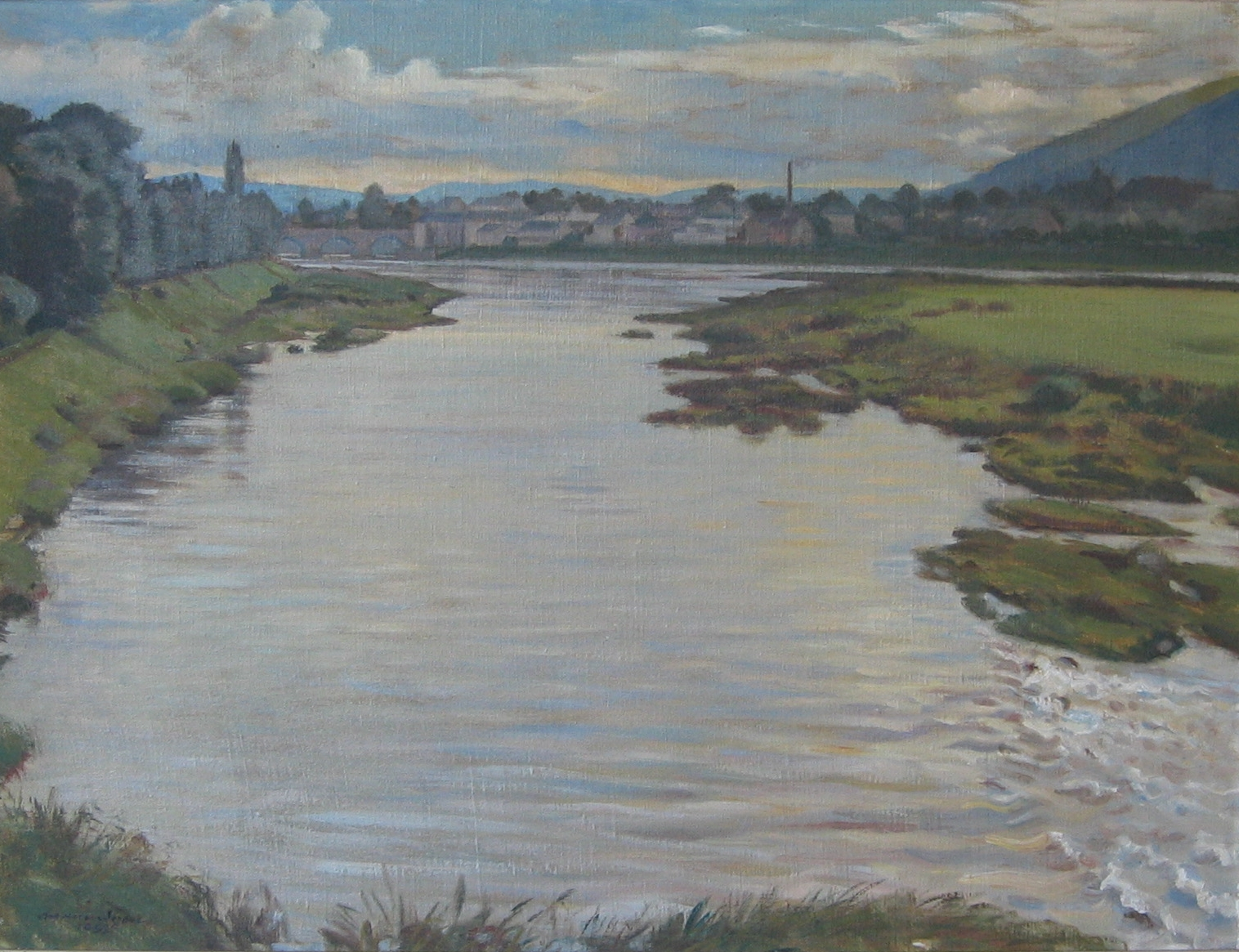
Martin Mendgen: „Pferdemosel“ in Trier, 1956, Öl auf Leinwand, 50 × 66,5 cm, Stadtmuseum Simeonstift Trier, Inv. Nr. III 1466.

Martin Mendgen (* 12. Januar 1893 in Trier; † 18. Februar 1970 ebenda) war ein deutscher Maler und Kunstlehrer.

## Leben und Wirken

### Herkunft und Ausbildung
Martin Mendgen wuchs als Sohn des selbstständigen Schreinermeisters Johann Mendgen und seiner Ehefrau Johanna  Mendgen, geborene Fendel, in einer gut situierten Trierer Handwerkerfamilie auf. Auch er selbst absolvierte nach dem Schulbesuch zunächst eine Lehre als Maler und Lackierer und legte 1911 die Gesellenprüfung ab. Es folgte eine Grundausbildung an der Handwerker- und Kunstgewerbeschule Trier, ehe er im April 1914 in die Malklasse der staatlichen Kunstakademie Düsseldorf aufgenommen wurde. Nach kriegsbedingter Unterbrechung – er hatte sich als Freiwilliger gemeldet – kehrte er 1918 nach Düsseldorf zurück und studierte dort bis Herbst 1920 bei den Professoren Willy Spatz, Eduard von Gebhardt und Franz Kiederich. Anschließend schrieb er sich für zwei Semester (1920/1921) an der Akademie der Bildenden Künste in München, „Malschule Hengeler“, ein.

### Wanderjahre
Mendgens Rückkehr nach Trier währte trotz beachtlicher Ausstellungserfolge nur kurze Zeit. Schon 1922 brach er zu einem ausgedehnten Auslandsaufenthalt nach Süd- und Osteuropa auf, den er mit Gelegenheitsarbeiten auf künstlerischem oder handwerklichem Gebiet finanzierte. Über Italien und Griechenland gelangte er schließlich nach Rumänien und ließ sich 1923 in der Stadt Medias nieder. Bis Anfang 1928 war er dort als freischaffender Maler tätig, erteilte Zeichenunterricht an Privatschüler und aushilfsweise auch am örtlichen Lyzeum. Über seine während dieser Zeit entstandenen Werke liegen jedoch nur spärliche Nachrichten vor. Anfang des Jahres 1928 beendete Mendgen seine Wanderjahre mit einer dreimonatigen Studienreise nach Paris. Er wurde endgültig in Trier ansässig und schloss 1931 die Ehe mit Marianne geb. Simon.

### Neue Sachlichkeit
Ab dem  Sommersemester 1930 wirkte Mendgen als nebenamtlicher Lehrer an der Handwerker- und Kunstgewerbeschule Trier. Im selben Jahr wurde er Gründungsmitglied der Gesellschaft „Bildende Künstler und Kunstfreunde im Bezirk Trier e.V.“ und präsentierte auf deren erster Ausstellung im Casino insgesamt 17 Porträts und Stillleben. Sie zeigten ihn als Vertreter der Neuen Sachlichkeit, einer Kunstströmung der Zeit der Weimarer Republik, die sich von maßgebenden Positionen der Avantgarde, insbesondere dem Expressionismus, abgekehrt und der Darstellung einer neuen Gegenständlichkeit verschrieben hatte. 
Auch Mendgen huldigte dem der neusachlichen Ikonografie zugrunde liegenden „isolierenden Blick auf die Dinge“. Seine profunde Ausbildung in altmeisterlichen Maltechniken in Düsseldorf und die Begegnung mit dem progressiven Künstlerkreis der „Neusachlichen“ wie Alexander Kanoldt, Georg Schrimpf oder Carlo Mense in München, waren hierzu wegbereitende Voraussetzungen. Binnen weniger Jahre schuf er eine Werkstrecke, die an künstlerischer Qualität und Aussagekraft seine späteren Arbeiten weit übertraf. Mit am Beginn stand sein überscharfes Selbstporträt im Dreiviertelprofil, aus dem die Tabakspfeife wie ein Distanzhalter herausragt.
Kühl und makellos vor „leerem“ Hintergrund gemalt, präsentierten sich seine großfigurigen Bildnisse eleganter junger Frauen aus dem Jahre 1930, darunter das Porträt einer „Miß G. F. (Chicago)“ im modischen Ensemble aus grünem Kostüm und Kappe. Auch die „Gummibäume“, die ausgeklügelt arrangierten und hypergenau gemalten Stillleben mit Topfpflanzen und Krügen, die gleichsam zum Markenzeichen der Neuen Sachlichkeit avancierten, gehörten zu Mendgens bevorzugten Motiven. Eine  eigenständige Komposition war sein „Stillleben mit Herrenkleidung“ aus dem Jahre 1932, das mit den Kunstgriffen der Isolierung und Formalisierung eine bürgerliche Herren-Ausstattung auf einem Stuhl ausbreitete (Jackett mit Ehrenzeichen, Zylinder, Anknöpf-Kragen, Querbinder, „Röllchen-Manschetten“ und Handschuhe). 

### Arbeiten im Nazi-Regime
Nach der sogenannten Machtergreifung 1933 unterlagen die „Neusachlichen“, insbesondere ihr klassizistischer Flügel, dem auch Mendgen zugehörte, einer erhöhten Gefahr der Vereinnahmung durch die Nationalsozialisten und ihre Kunstdoktrin. Auch Mendgens Weg steht beispielhaft für diese Verstrickung. 1934 wurde er auf seine Bewerbung hin in die Bezirksgruppe Trier des Reichsverbandes bildender Künstler Deutschlands/Reichskartell der bildenden Künste aufgenommen. 1935 wurde er Blockleiter, am 9. Juli 1937 beantragte er die Aufnahme in die NSDAP und wurde rückwirkend zum 1. Mai desselben Jahres aufgenommen (Mitgliedsnummer 4.620.325). Ab Oktober 1939 war er stellvertretender Ortsgruppen-Propagandaleiter.
Er schwenkte nun auf eine altmeisterlich repräsentative Porträtmalerei um, die ihm große Erfolge einbrachte. Arrivierte Mitbürger, aber auch Partei- und Wehrmachtsprominenz, u. a. Gauleiter Gustav Simon mit Sohn, gaben ihre Bildnisse bei ihm in Auftrag. Auch die Stadt Trier bestellte 1938 ein Porträt des hier vor rund 350 Jahren verstorbenen Jesuiten Friedrich Spee von Langenfeld, bei dem ein im 17. Jahrhundert entstandenes Ölgemälde als Vorlage dienen sollte. Im Gegensatz zu Mendgens vor Ort in Köln gefertigter Kopie, einer kolorierten Bleistiftstudie, geriet seine Ausführung als Ölgemälde jedoch statuarisch steif: Mit der manierierten Schreibgeste, dem überbreiten Namens- und Wappenfeld und dem „aufgesetzt wirkenden Hintergrundmotiv des Jesuitenkolleg Trier“, wurde es der Ausnahmepersönlichkeit Spees als Kämpfer gegen Hexenwahn und Inquisition wie als bedeutendem Barockdichter kaum gerecht; das Gemälde füllte lediglich eine lokalpatriotisch empfundene Lücke. 
Spätestens ab Kriegsbeginn 1939 beteiligte sich Mendgen an der offensiven Deutschtums-Kulturpropaganda der Partei im besetzten Luxemburg und Südbelgien. Im Auftrag des Oberpräsidenten der Rheinprovinz zeichnete er in den Jahren 1941/1942 auf ausgedehnten Reisen in diesen Gebieten serienweise „Moselfränkische Köpfe“, „Volksdeutsche Hitlerjugend aus Lützelburg“ und Landschaftsansichten, die in der Presse und als Buchillustrationen ebenso veröffentlicht wurden wie etwa sein heroisierender und hoch gelobter „Afrikakämpfer“. Auch unter den 71 Arbeiten, die der Maler dem Museum der Stadt Trier anbot, um als Exponate für die Weihnachtsausstellung 1942, zugleich eine Sonderschau zu seinem 50. Geburtstag, zu dienen, befanden sich überwiegend einschlägige Motive.
An den übrigen, sämtlich parteipolitisch gesteuerten Ausstellungen, die in der Nazi-Diktatur bis fast zum Ende des Zweiten Weltkriegs von der Stadt Trier, vom Kulturverband Gau Moselland oder dem sogenannten Kunsthaus Luxemburg veranstaltet wurden, nahm Mendgen ebenfalls erfolgreich teil; so u. a. an der aufwändigsten Unternehmung, der „Kunstausstellung Moselland“ mit den Stationen Berlin, Posen und Breslau. Von Kriegs- und Arbeitsdiensten freigestellt, avancierte der Maler ebenfalls an der jetzt als Meisterschule des Deutschen Handwerks gleichgeschalteten Trierer Kunstgewerbeschule: Mendgen wurde 1939 fest angestellt, erteilte bis 1941 zusätzlich Kunstunterricht an der Städtischen Studienanstalt Trier und wurde 1943 unter außerordentlicher Verkürzung der Widerrufszeit als Studienrat in das Beamtenverhältnis auf Lebenszeit berufen.

### Nachkriegszeit und Spätwerk
1946 wurde Mendgen wegen seiner politischen Belastung aus dem Schuldienst entlassen. Er wehrte sich vehement gegen diese Maßnahme und sah sich in einer Opferrolle, wie es neben zahlreichen Eingaben auch sein undatiertes Gemälde mit den Titeln „Das Verhör“ oder „Erinnerung an eine Begebenheit“ unterstreicht. Im Spruchkammerverfahren im Rahmen der Entnazifizierung wurde er schließlich als „Mitläufer“ eingestuft, jedoch nicht reaktiviert und 1950 wegen dauernder Dienstunfähigkeit in den Ruhestand versetzt. Allerdings unterrichtete er von 1955 bis 1958 Malen und Zeichnen an der Pädagogischen Akademie Trier.
Künstlerisch setzte Mendgen seine technisch ausgefeilte, aber inhaltlich konventionelle Malweise in gedämpftem Kolorit fort, gelegentlich mit etwas gelockerter Pinselführung. Mit Wiederholungen seiner neusachlichen Stillleben, mit Porträts und Trier-Ansichten, wie dem Gemälde „Pferdemosel“, oder mit seinen Eifellandschaften fand er weiterhin Resonanz bei einem konservativen Publikum, das seine Ablehnung zeitgenössischer Kunstströmungen teilte. Die wiedergegründete Gesellschaft bildender Künstler und Kunstfreunde Trier, deren Jahresausstellungen er ab 1950 erneut beschickte, richtete ihm zu seinem 65. Geburtstag 1959 eine Sonderausstellung mit Katalog und über 100 Exponaten aus. Ausführliche Würdigungen erschienen auch posthum zu seinem 100. Geburtstag im Jahre 1993.

## Werkstandorte
Im Stadtmuseum Simeonstift Trier befindet sich ein wesentlicher Bestand an Ölgemälden und Zeichnungen des Künstlers, teils aus unmittelbarem Erwerb von diesem selbst, teils aus Ankäufen aus dem umfangreichen Nachlass, den eine Tochter des Malers bewahrte. Viele Arbeiten Mendgens sind auch in verstreuten Privatbesitz übergegangen, wie die zahlreichen Porträtaufträge und die Leihgaben-Ausweisung zur Jubiläumsausstellung 1959 belegen. Das Stadtarchiv Lippstadt verfügt über sechs Notgeldscheine „Fünfzig Pfennig“ der Stadt Saarburg 1920/1921, von Mendgen mit verschiedenen Motiven gestaltet und gedruckt in der Verlagsanstalt Gebr. Parcus, München.